# Holopneustes
Holopneustes — рід морських їжаків родини темноплеврових. Зустрічається на узбережжях південної Австралії.

## Види
| Зя | Наукова назва                                                   | Розповсюдження                                                                                                |
| -- | --------------------------------------------------------------- | --- |
|    | Holopneustes inflatus ( A. Agassiz, 1872)                       | Південь Австралії, в Новому Південному Уельсі, Вікторії, Південній Австралії, Західній Австралії та Тасманії. |
|    | Holopneustes porosissimus L. Agassiz в L. Agassiz & Desor, 1846 | Австралія |
|    | Holopneustes purpurascens ( A. Agassiz, 1872)                   | Австралія, в Новому Південному Уельсі                                                                         |